# Eochaid
Eochaid, of Eochaid mac Run (?, ? - ?, ?), was koning van Schotland nadat koning Aedh door Giric was gedood in 878.
Eochaid was de zoon van Rhun, koning van Strathclyde en een dochter van Kenneth I. Hij kreeg tijdens zijn regering steun van zijn (vermoedelijke) pleegvader Giric die in feite zoveel macht had, dat hij samen met hem regeerde.
Op 16 juni 885, de dag van St. Cyrus, vond een zonsverduistering plaats. In 889 zijn zowel Eochaid als Giric verbannen uit het koninkrijk. Donald II, zoon van Constantijn I werd de volgende koning.